# 이미선 (법조인)
이미선(李美善, 1970년 1월 18일~)은 판사 출신의 전 헌법재판소 재판관(2019. 4.~2025. 4.)이다. 서기석 재판관의 후임으로 문재인 대통령에 의해 임명되었다. 강원특별자치도 화천군 출생이다.

## 학력
- 학산여자고등학교 졸업
- 부산대학교 법학과 졸업
- 부산대학교 대학원 법학 석사

## 경력
- 1994년 제36회 사법시험 합격
- 1997년 제26기 사법연수원
- 1997년 서울지방법원 판사
- 2001년 청주지방법원 판사
- 2005년 수원지방법원 판사
- 2006년 대전고등법원 판사
- 2009년 2월~2010년 2월: 대전지방법원 판사
- 2010년 2월~2015년 2월: 대법원 재판연구관
- 2015년 2월~2017년 2월: 수원지방법원 부장판사
- 2017년 2월~2019년 4월: 서울중앙지방법원 부장판사
- 2019년 4월 19일~2025년 4월 18일: 헌법재판소 재판관

## 가족
- 배우자: 오충진
- 자녀: 1남 1녀